# Ċirkewwa
Ċirkewwa es un puerto situado en el punto más septentrional de la isla de Malta.
En el puerto se encuentra la terminal de ferries de Ċirkewwa, donde operan los transbordadores de automóviles regulares al puerto de Mġarr en la isla de Gozo. En verano, también se realizan viajes en barco a Comino, así como excursiones de buceo organizadas. Como Ċirkewwa es un punto en el extremo norte de la isla y no una ciudad, no hay infraestructura importante además de la terminal.
Los visitantes que viajan a Gozo pueden llegar a Ċirkewwa en coche siguiendo las señales de tráfico a Gozo, y en autobús desde La Valeta, Sliema, Buġibba y St. Paul's Bay .
Cerca del puerto hay un hotel y Paradise Bay, una playa de arena.

## Buceo en Ċirkewwa
Ċirkewwa es uno de los sitios de buceo más visitados de las islas maltesas. Tiene acantilados submarinos, cuevas, túneles y un arco que baja al fondo del mar a 27m. Ċirkewwa también incluye los restos del remolcador MV Rozi y la patrullera P29, que fueron hundidos intencionalmente en 1992 y en 2007, respectivamente. Hacia Marfa Point hay una estatua de la Virgen María que fue colocada en una caverna natural por el Club de Buceo de Anfibios.
Desde mediados de 2010, los buzos han estado cooperando para designar a Ċirkewwa como Reserva Marina Voluntaria. El sitio ahora cuenta con el apoyo de la comunidad de buceo que está trabajando para obtener el apoyo de las comunidades de pesca, pesca con caña y navegación para implementar un código de conducta para preservar y proteger el sitio.

## Galería de imágenes

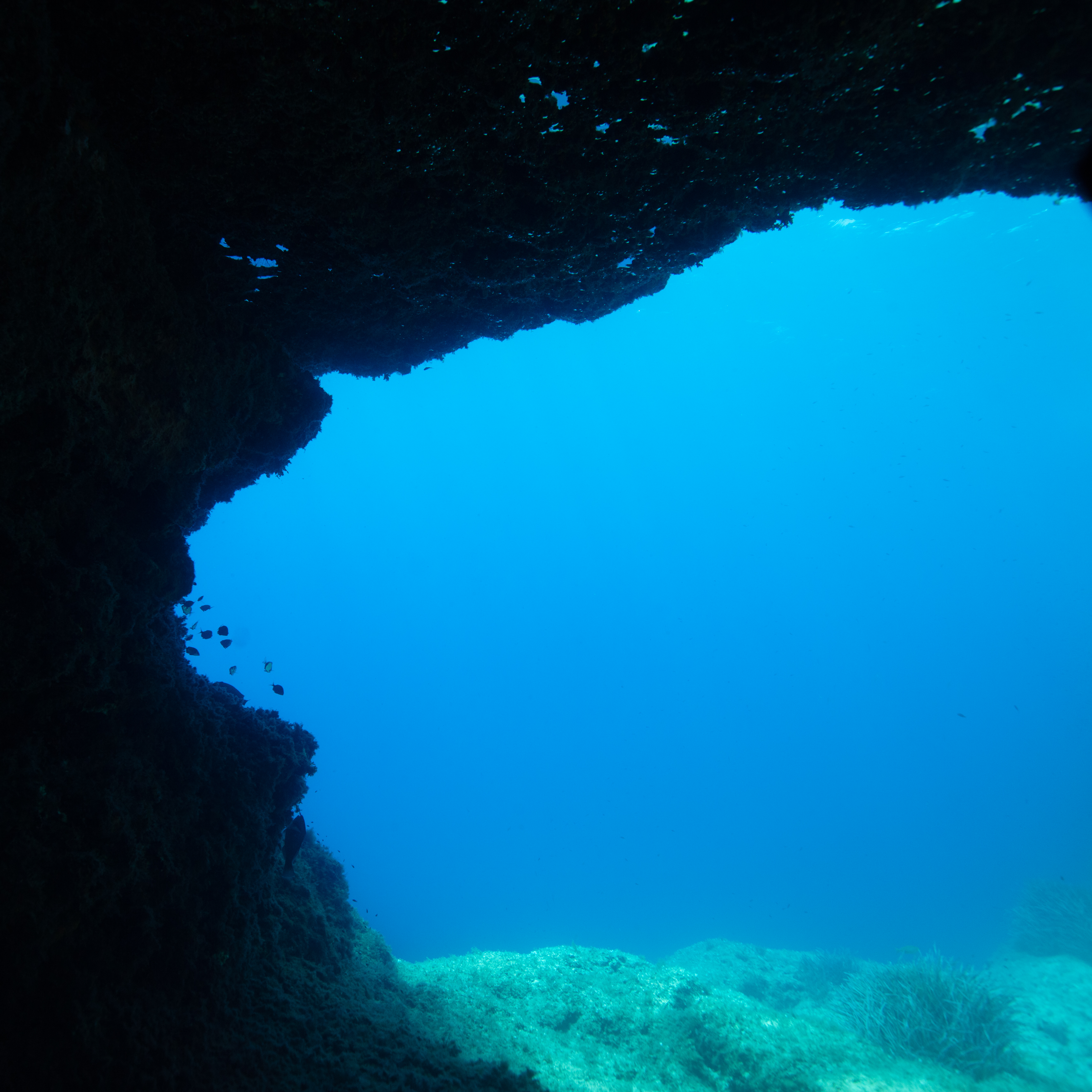
Arco de Cirkewwa.
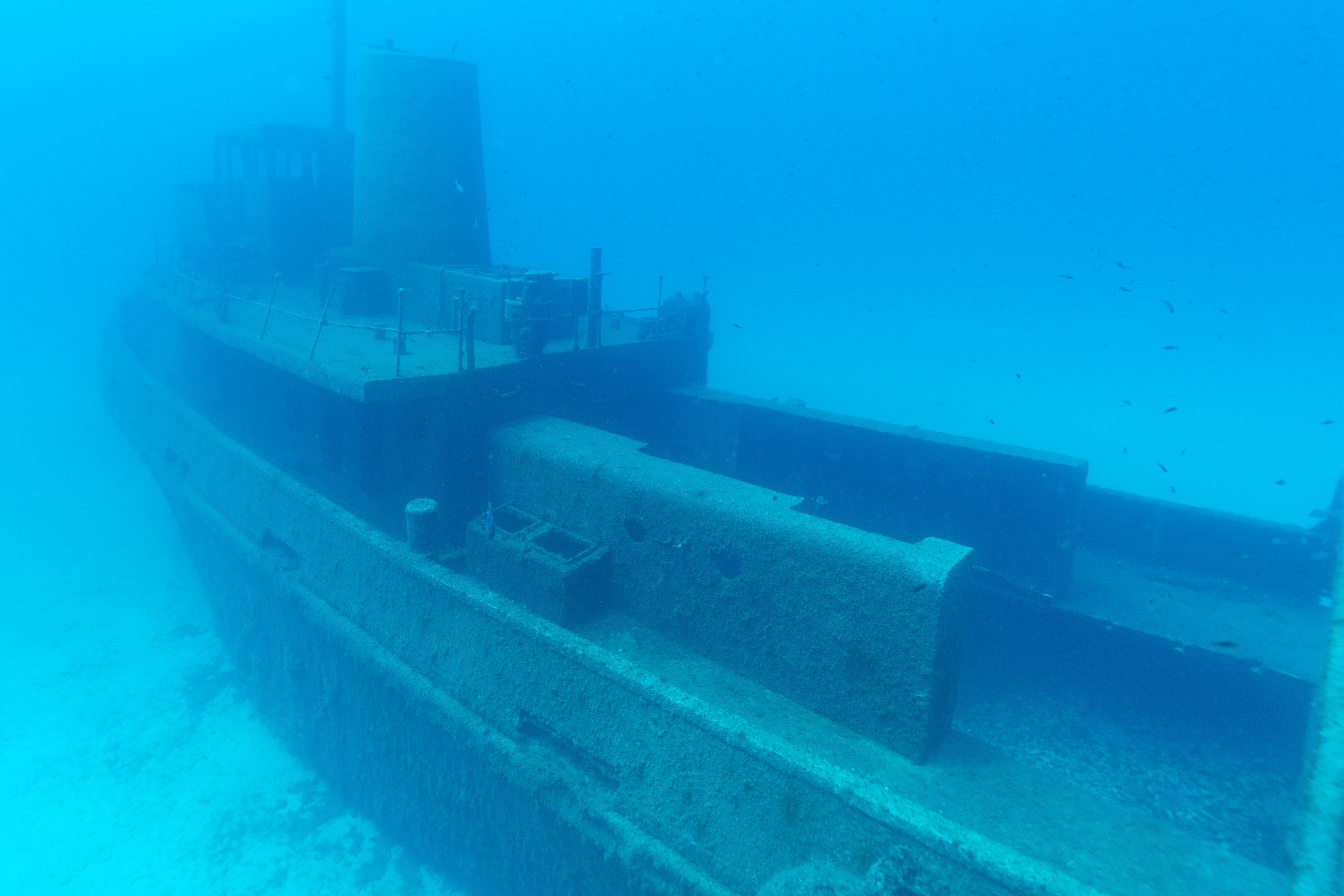
Remolcador Rozi.
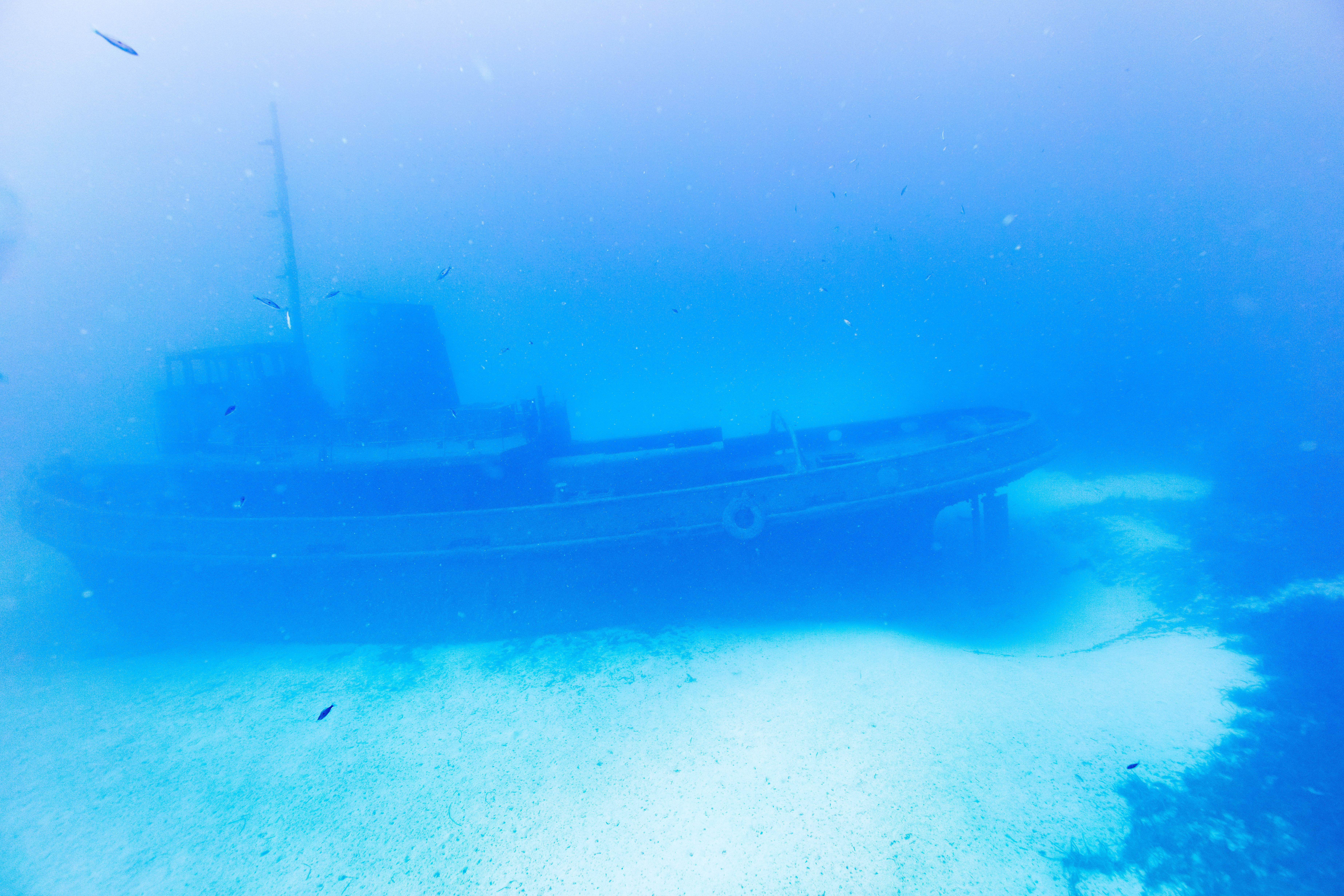
Remolcador Rozi.
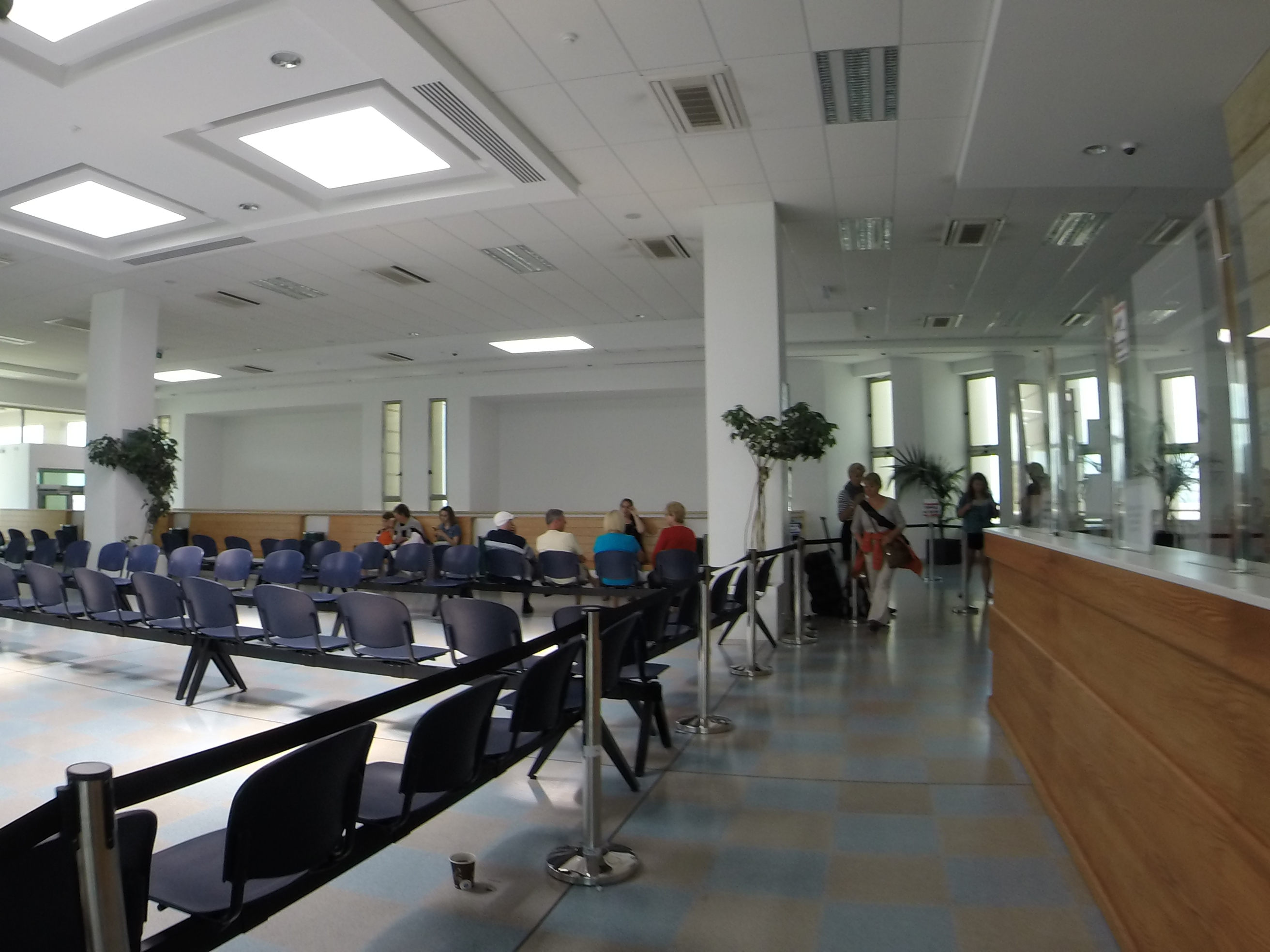
Terminal de ferry.
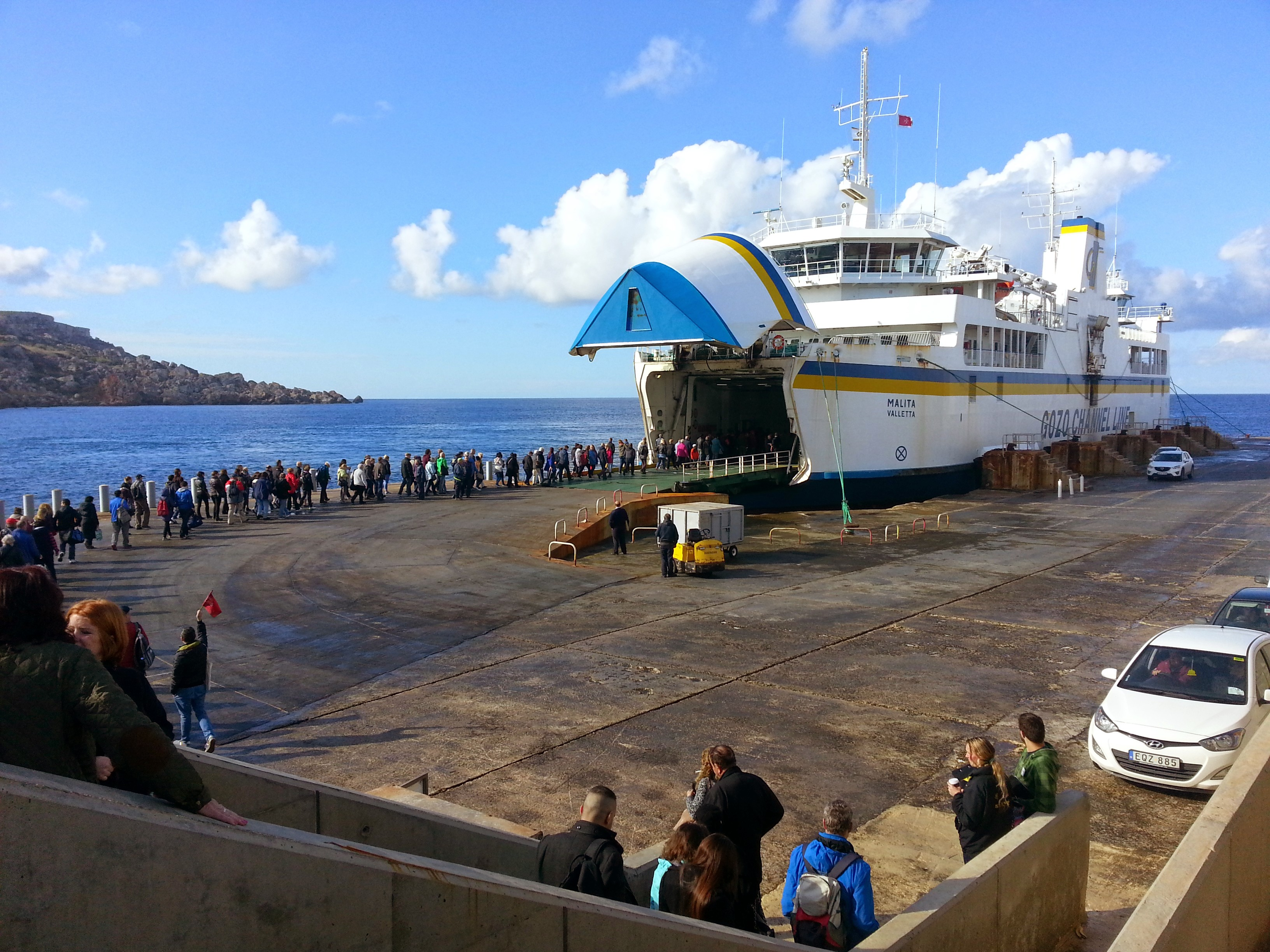
Vistal del ferry.